# Matthew (album)
Pour les articles homonymes, voir Matthew.
Albums de Kool Keith
Black Elvis/Lost in Space
(1999) Spankmaster
(2001)
Matthew est le cinquième album studio de Kool Keith, sorti le 25 juillet 2000. 
L'album s'est classé 47e au Heatseekers.
Une version instrumentale de l'opus, intitulée Matthew Instrumental Version, a été publiée le 20 octobre 2000.

## Liste des titres
| No  | Titre                                      | Durée |
| --- | ------------------------------------------ | ----- |
| 1.  | F-U M.F.                                   | 2:50  |
| 2.  | 27 Shots                                   | 3:18  |
| 3.  | Errand Boy (Skit)                          | 0:51  |
| 4.  | Operation Extortion                        | 3:13  |
| 5.  | Baddest M.C.                               | 3:10  |
| 6.  | Extravagant Traveler                       | 3:46  |
| 7.  | Recoupment (Skit)                          | 1:04  |
| 8.  | I Don't Believe You                        | 3:03  |
| 9.  | Lived in the Projects                      | 3:00  |
| 10. | Keith N Bumpy (featuring Bumpy Knuckles)   | 3:26  |
| 11. | The Set Up (Skit)                          | 0:32  |
| 12. | Shoes N Suits                              | 3:52  |
| 13. | Diamonds                                   | 3:48  |
| 14. | Sweet Unique Pete (featuring Black Silver) | 2:54  |
| 15. | Do You Masturbate? (Skit)                  | 0:31  |
| 16. | Back Stage Passes                          | 3:19  |
| 17. | Mad Man Departure                          | 2:25  |